# Eastman Kodak
Eastman Kodak Company («Истмэн Кодак») — американская компания, производитель фотоматериалов, оборудования, расходных материалов и программного обеспечения для офсетной, цифровой и функциональной печати. Основана Джорджем Истменом в 1892 году. Штаб-квартира в городе Рочестер, штат Нью-Йорк (США). В 1994 году химическое производство было отделено в Eastman Chemical Company.

## История

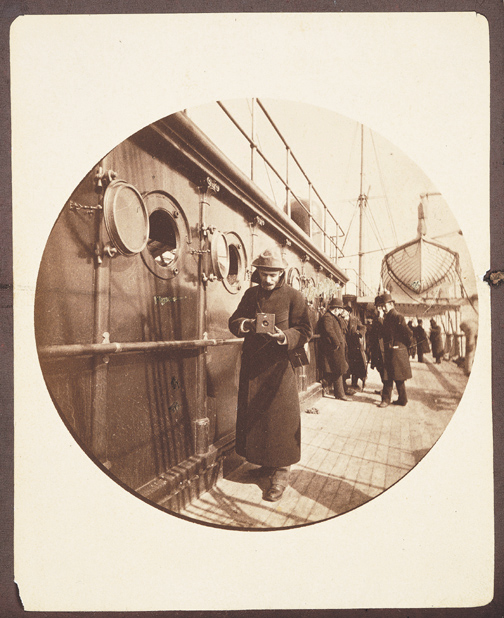
Джордж Истмэн на палубе парохода. Снимок сделан фотоаппаратом «Кодак» № 1

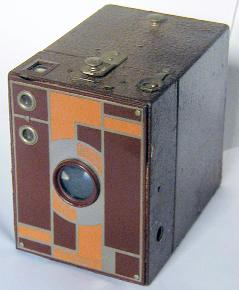
Kodak Brownie — один из наиболее известных продуктов Kodak (1900)

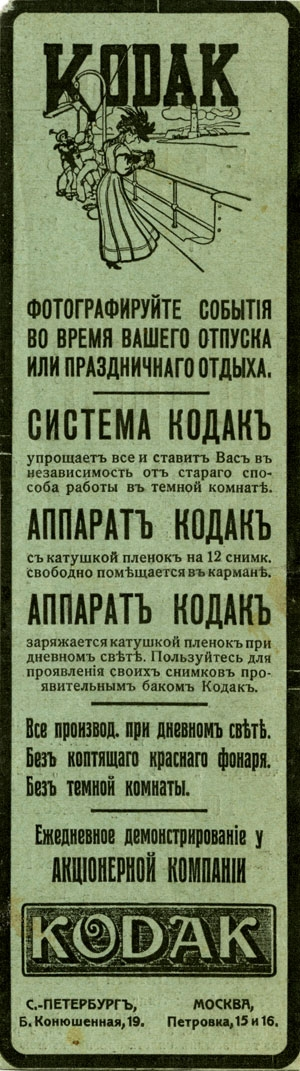
Реклама фирмы. «Нива», 1900-е

В 1879 году банковский служащий Джордж Истмен разработал машину для нанесения разработанной двумя годами ранее сухой желатиносеребряной фотоэмульсии на стеклянные пластины. Патент на машину для массового производства фотопластин был выдан в Англии. В 1881 году промышленник из Рочестера Генри Стронг (Henry A. Strong) основал компанию Eastman Dry Plate Company. В 1884 году Истмен освоил нанесение эмульсии на плёнку, в 1885 году публике была представлена катушечная фотоплёнка American Film. Истмен нанял химика Генри Рикенбака (Henry H. Reichenbach) для продолжения исследований, и в 1889 году началось производство фотоплёнки на гибкой подложке. В 1891 году налажен выпуск киноплёнки для Кинетоскопа.
Целью Истмена была популяризация фотографии. В 1888 году появился фотоаппарат Kodak, в котором была заряжена плёнка на 100 кадров, фотоаппарат с плёнкой стоил 25 долларов. 4 сентября 1888 года Джорж Истмен зарегистрировал торговую марку Kodak. В 1889 году был открыт филиал в Великобритании, а в 1891 году построен завод близ Лондона. В 1890 году начались продажи фотоаппарата с плёнкой на 48 кадров. После долгой рекламной кампании бренда Kodak, в 1892 году наименование компании изменилось на Eastman Kodak Co. В 1900 году Истмен добился своей цели — новый фотоаппарат Kodak Brownie с плёнкой на 6 кадров продавался за 1 доллар, плёнка к нему — за 15 центов. Серия фотоаппаратов Brownie выпускалась до 1970 года. С успехом этой камеры Истман понял, что можно зарабатывать и на сервисе, и в 1902 году разработал машину для проявки Kodak Developing Machine. В 1923 году начался выпуск 16-миллиметровой киноплёнки, проекторов и кинокамер для любительской киносъёмки.
В начале XX века компания Eastman Kodak производила большое количество моделей фотоаппаратов для самых разных типов плёнки. Во многих странах мира Eastman Kodak имел свои отделения. Некоторые из этих иностранных отделений выпускали собственные модели фотоаппаратов. Например, германский Kodak AG выпускал камеру Retina. Eastman Kodak имел свои отделения и заводы в Канаде, Мексике, Великобритании, Франции, Германии, Австралии, Аргентине, Бразилии, Испании.
18 июля 1930 года акции компании Eastman Kodak включены в состав индекса Dow Jones Industrial Average. В 1936 году компания создала первую цветную фотоплёнку типа 135.
Компания производила всё, что связано с фотографией: камеры, объективы (Kodak lenses), плёнку, химикаты, и другие продукты, связанные с обработкой изображений. Ещё в 1920 году в штате Теннесси была создана дочерняя химическая компания Eastman Chemical Company, а в 1952 году — вторая, в штате Техас. В 1966 году у компании было 100 тыс. сотрудников.
Самым популярным продуктом Eastman Kodak были камеры для плёнки типа 126 (размер кадра 26х26 мм). Их производство началось в 1963 году. К 1976 году было продано 60 млн камер Instamatic. Kodak побил собственный рекорд: с 1957 года по 1962 год было продано 10 млн камер серии Brownie. В 1972 году началось производство миниатюрных фотоаппаратов для плёнки типа 110.

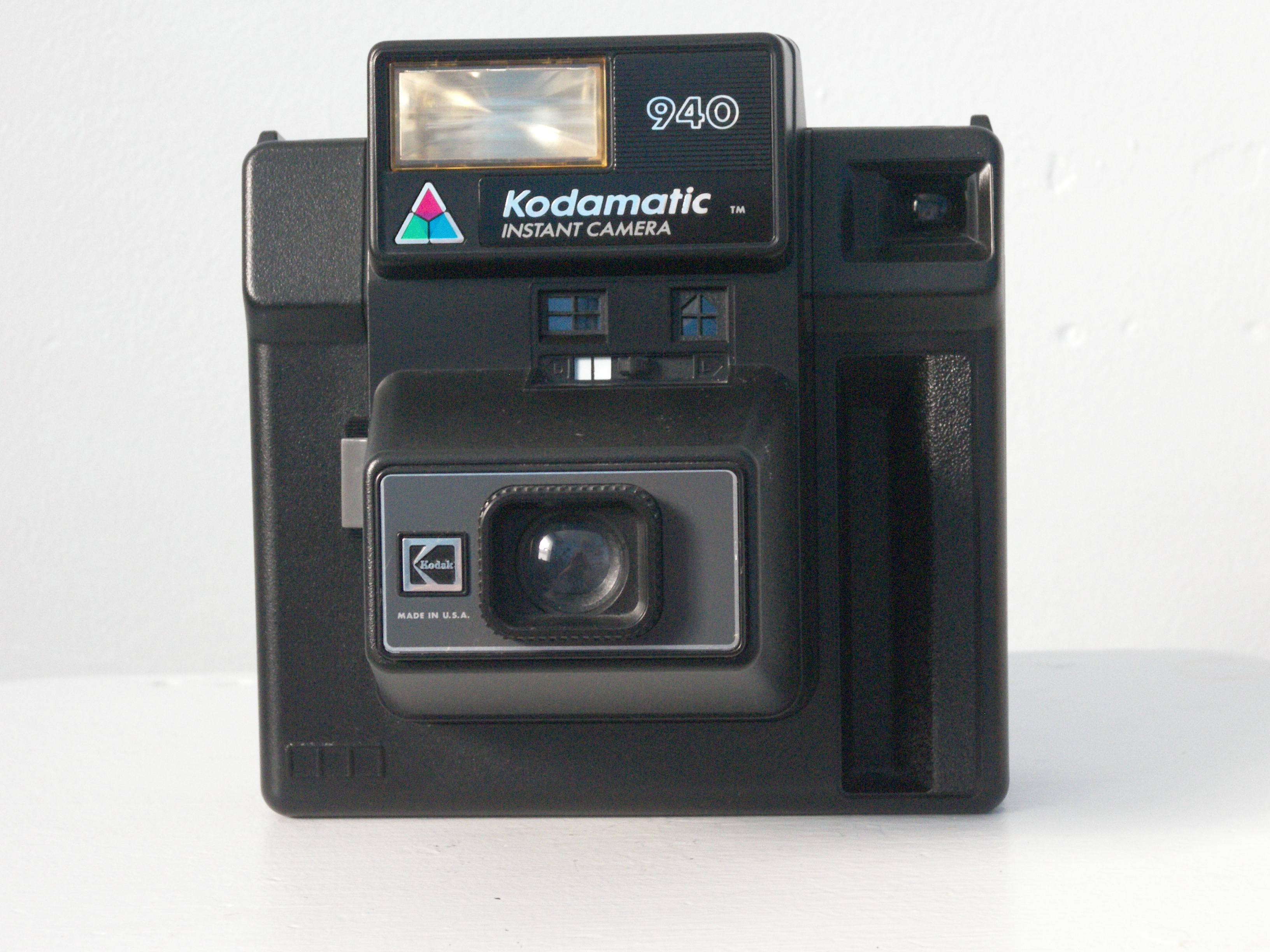
Фотоаппарат для мгновенных снимков Kodamatic 940

В 1975 году компания начала выпуск копировального аппарата Ektaprint. В 1976 году инженер компании Стивен Сассун (Steven Sasson) разработал первый цифровой фотоаппарат с размером матрицы 0,1 Мп. Eastman Kodak задержалась с производством цифровых фотоаппаратов, в результате чего потерял значительную долю рынка. Также в 1976 году Kodak вышла на рынок моментальной фотографии, где 30 лет доминировала компания Polaroid; та немедленно подала иск о нарушении патентов и после долгих разбирательств выиграла, получив в 1991 году 925 млн долларов компенсации.
С конца 1970-х годов Kodak начала терять позиции на рынке США в пользу японских конкурентов, в первую очередь Fujifilm. В ответ компания начала расширять деятельность в другие отрасли, такие как электроника и медицина, однако в 1983 году впервые ей пришлось провести сокращение персонала на 5 %, а в 1986 году — ещё на 10 %. В 1984 году компания начала выпуск видеокассет и дискет, а также представила свою первую цифровую видеокамеру, разработанную совместно с Panasonic. В 1986 году было создано фармацевтическое подразделение, а также начат выпуск батареек под брендом Supralife.

Логотип компании с 1987 до 2006 года

В конце 1993 года химическая дочерняя компания Eastman Chemical Company получила независимость, через год было продано и фармацевтическое подразделение. В 1997 году было сокращено ещё 20 тыс. сотрудников.
8 апреля 2004 года акции компании Eastman Kodak исключены из состава индекса Dow Jones Industrial Average.
В 2006 году компания прекратила самостоятельное производство цифровых фотоаппаратов — производство передано компании Flextronics (Сингапур).
22 июня 2009 года компания прекратила производство своей знаменитой плёнки Kodachrome.
7 декабря 2009 было объявлено о предстоящей продаже всех активов Eastman Kodak, связанных с бизнесом по производству OLED, группе компаний LG. Тем не менее, в дальнейшим Kodak будет иметь доступ к этой технологии и будет использовать её в своих продуктах.
18 января 2012 года компания подала заявление о банкротстве в суд, попросив власти защитить корпорацию от кредиторов. У Kodak накопилось 6,8 млрд долл. долгов при общем объёме активов в 5,1 млрд долл; значительная часть долга приходилась на обязательства по пенсионным планам. 7 февраля 2012 года было объявлено о продаже подразделения Image Sensor Solutions (ISS) компании Truesense Imaging Inc. ISS занималось разработкой и изготовлением CCD сенсоров. 3 октября 2012 года компания заявила об отказе от работы в области потребительского фото, сохранив за собой корпоративное направление.
20 декабря 2012 года компания на закрытом аукционе продала пакет патентов, которые делали Kodak уникальным игроком на рынке работы с изображением. Покупатели: Intellectual Ventures и RPX Corporation, представляющие интересы Apple, Google, Facebook, Samsung, RIM, Adobe, HTC, Fujifilm, Huawei, Amazon, Shutterfly и Microsoft и др.
В начале 2013 года компания продала права на производство фотоаппаратов под брендом Kodak калифорнийской компании JK Imaging.
Осенью 2013 компания вышла из процедуры банкротства, полностью выплатив долги и завершив реструктуризацию.
В июле 2020 года администрация президента Дональда Трампа объявила о том, что U.S. International Development Finance Corporation (DFC) предоставит компании Kodak кредит в 765 миллионов долларов на расширение фармацевтического подразделения, которое будет производить около четверти активных компонентов аналогов лекарств зарубежных производителей. DFC была создана в 2019 году, объединив несколько организаций по помощи развивающимся странам (Корпорация частных зарубежных инвестиций, Управление кредитования развития Агентства США по международному развитию и несколько фондов). Комиссия по ценным бумагам и биржам и другие регуляторы поставили под сомнение законность подобного кредита, проект на середину 2022 года не был реализован.
В августе 2025 года компания предупредила о «существенных сомнениях» в своей способности продолжать работу из-за долгов на почти 500 млн долларов, заявив в финансовом отчёте что приблизилась к закрытию.

### Первая фотокамера «Кодак»

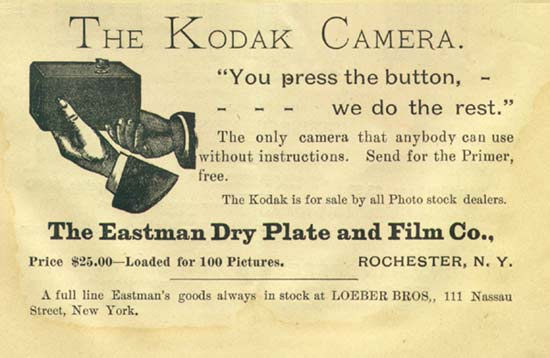
Реклама первой камеры Кодак (1889 год)

Джордж Истмэн в 1888 году сконструировал и запатентовал бокс-камеру для стандартной роликовой катушки, рассчитанной на сорок восемь негативов размером 4 на 5 дюймов, с фокусирующей оптикой и, как он назвал, «затвором аллигатора», который не очень хорошо работал. Двумя годами позже он разработал неплохую для того времени любительскую камеру и придумал слово «кодак». Камера «Кодак» была небольшим ящиком (отсюда и название «детективная камера»), немногим более 6 дюймов в длину, 3,5 дюйма в ширину и менее 4 дюймов в высоту. Истман продавал свой первый Kodak за 25 долларов.
С ней мог работать каждый, кто, как было написано в инструкции, способен: 1. Направить камеру. 2. Нажать на кнопку. 3. Повернуть ключ. 4. Дёрнуть шнур.
«Кодак» № 1 не был крошечной камерой. У неё имелся объектив с фиксированным фокусом, который передавал круговое изображение диаметром в 6,4 см (2,5 дюйма) на плёнку. На ролике помещалось 100 кадров. Когда весь ролик был полностью экспонирован, то камера посылалась по почте обратно к Истмэну, который возвращал камеру заряженной новой плёнкой и отправлял сто отпечатков, наклеенных на картон (или столько отпечатков, сколько было годных негативов), полученных с первого ролика — и все это стоило 10 долларов.
Лозунг Джорджа Истмэна — «Вы нажимаете на кнопку — мы делаем всё остальное» — объясняет появление первого общедоступного искусства, которое завоевало всемирную популярность.

### Слово Kodak

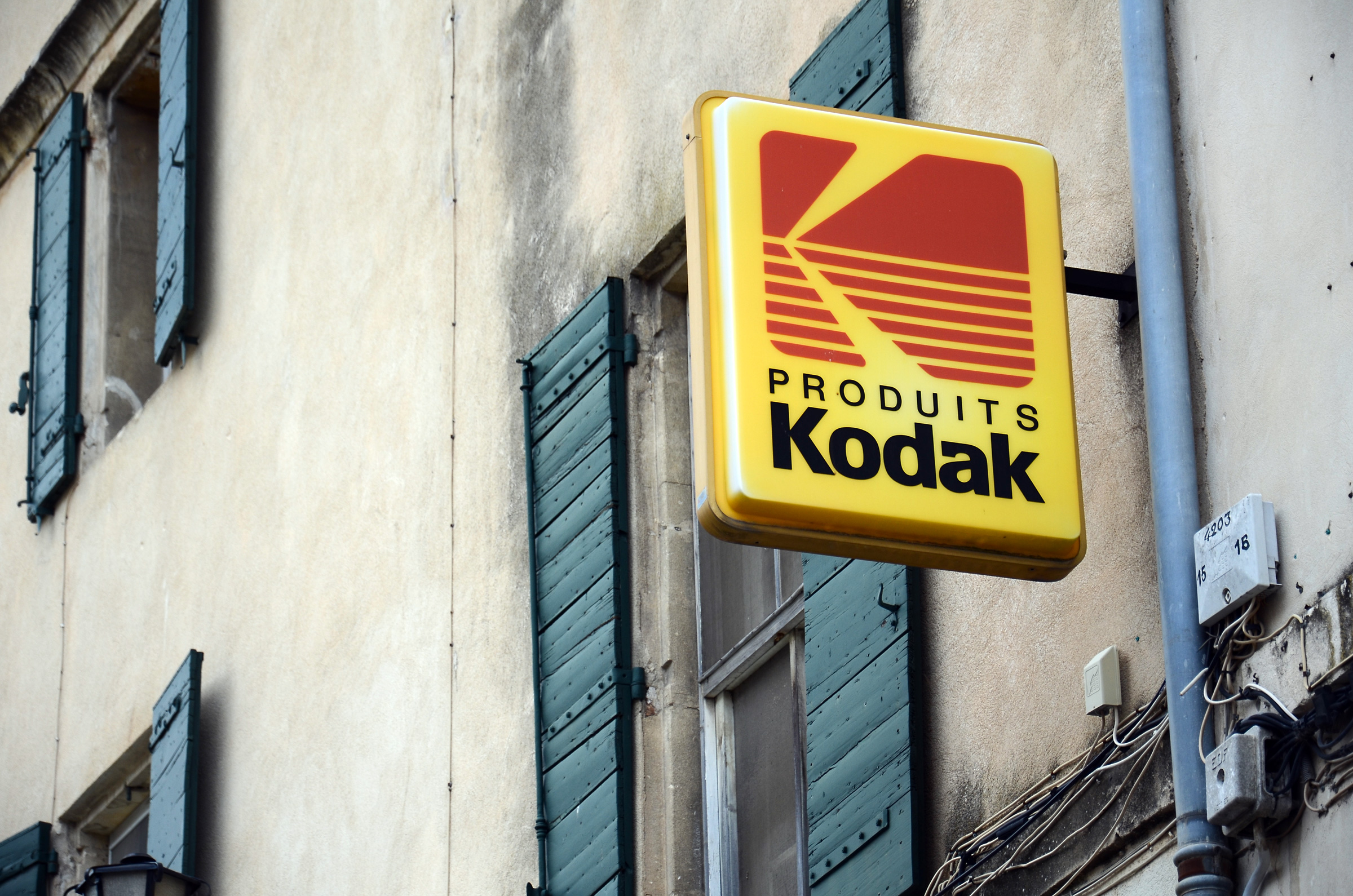
Логотип, стилизованный под букву «К», был впервые представлен в 1971 году

По утверждению самого Истмена, он самостоятельно придумал это слово, подбирая хорошо звучащие названия, начинающиеся и заканчивающиеся на его любимую букву К, которую предприниматель называл «сильной, проницательной буквой». В различной корреспонденции, включая письма к своим знакомым, заявку в британское патентное ведомство и общение с журналистами, Джордж Истмен писал, что данное название торговой марки не является иностранным словом, производным какого-либо слова или имени, но является «истинно американским и рождённым в Америке» чисто условным сочетанием букв, не несущим никакого собственного смысла (букв. «таким же бессмысленным, как первое гуление младенца») и подобранным как удовлетворяющее нескольким типичным требованиям к словесному товарному знаку как в Соединённых Штатах, так и за их пределами, являясь (1) кратким, (2) исключающим возможность случайного искажения или неверного произношения и (3) не напоминающим ничего и не ассоциирующимся ни с чем в области искусства, кроме самого «Кодака».
Несмотря на категоричность Истмена в этом вопросе, впоследствии возник ряд версий «народной этимологии» этого названия, в частности:
- По мнению ряда источников, слово Kodak было предложено другом Истмена, фотографом-любителем и изобретателем Дэвидом Хьюстоном, у которого, в том числе, компания Kodak приобрела несколько патентов на концепты конструкции плёночного фотоаппарата и который родился в штате Северная Дакота, зашифровав его в новом названии как NoDak и дополнительно изменив N на K[21]. Несмотря на общую правдоподобность, эта версия не доказана, и некоторые историки утверждают, что Истман ввёл название Kodak до покупки патента у Хьюстона;
- Звучание слова Kodak связывалось с щелчком затвора фотоаппарата;
- Сочетание букв приписывалось случайному взгляду Истмена на тарелку с «алфавитным супом[англ.]».

В числе версий, возникших за пределами США, известна минимум одна, появившаяся из сходства кириллического написания товарной марки с названием крепости XVII века Кода́к, располагавшейся на Днепре напротив бывшего Кода́цкого порога и частично сохранившейся до наших дней в 1,5 км от южной границы города Днепр. Сходство названий было упомянуто д.т. н. К. Вендровским в статье к столетию компании в журнале «Химия и жизнь».
Лидерство компании в продукции для любительской фотосъёмки привело к образованию производных слов уже от её названия, в частности, в России в начале XX века вошло в употребление слово «кодакировать» в значении «фотографировать».

## Деятельность
После реорганизации 2013 года Eastman Kodak работает только с корпоративными клиентами. Производственные мощности имеются в США, Канаде, Китае, Японии и Германии, крупнейшая производственная и научно-исследовательская площадка находится в Рочестере, также как и штаб-квартира.
Основные подразделения по состоянию на 2021 год:
- Традиционная печать — печатные пластины для офсетной печати книг, журналов, газет, рекламных брошюр, каталогов и другой печатной продукции, а также оборудование для нанесения на эти пластины изображений; 57 % выручки.
- Цифровая печать — оборудование, расходные материалы и программное обеспечение для цифровая печати; 22 % выручки.
- Прогрессивные материалы и химикаты — производство фото- и киноплёнки, плёнок для промышленности (в частности производства печатных плат), фармацевтических активных компонентов, чернил и дисперсий, материалов для 3D-печати; также к этому подразделению относится лицензирование технологий; 14 % выручки.
- Бренд — лицензирование использования бренда Kodak для сторонних производителей цифровых и плёночных фотоаппаратов, потребительских принтеров и сканеров, элементов питания, одежды и очков; 7 % выручки.

Географическое распределение выручки:
- США и Канада — 448 млн долларов;
- Европа, Ближний Восток и Африка — 404 млн долларов;
- Азиатско-Тихоокеанский регион — 265 млн долларов;
- Латинская Америка — 33 млн долларов.

### Поглощения других компаний

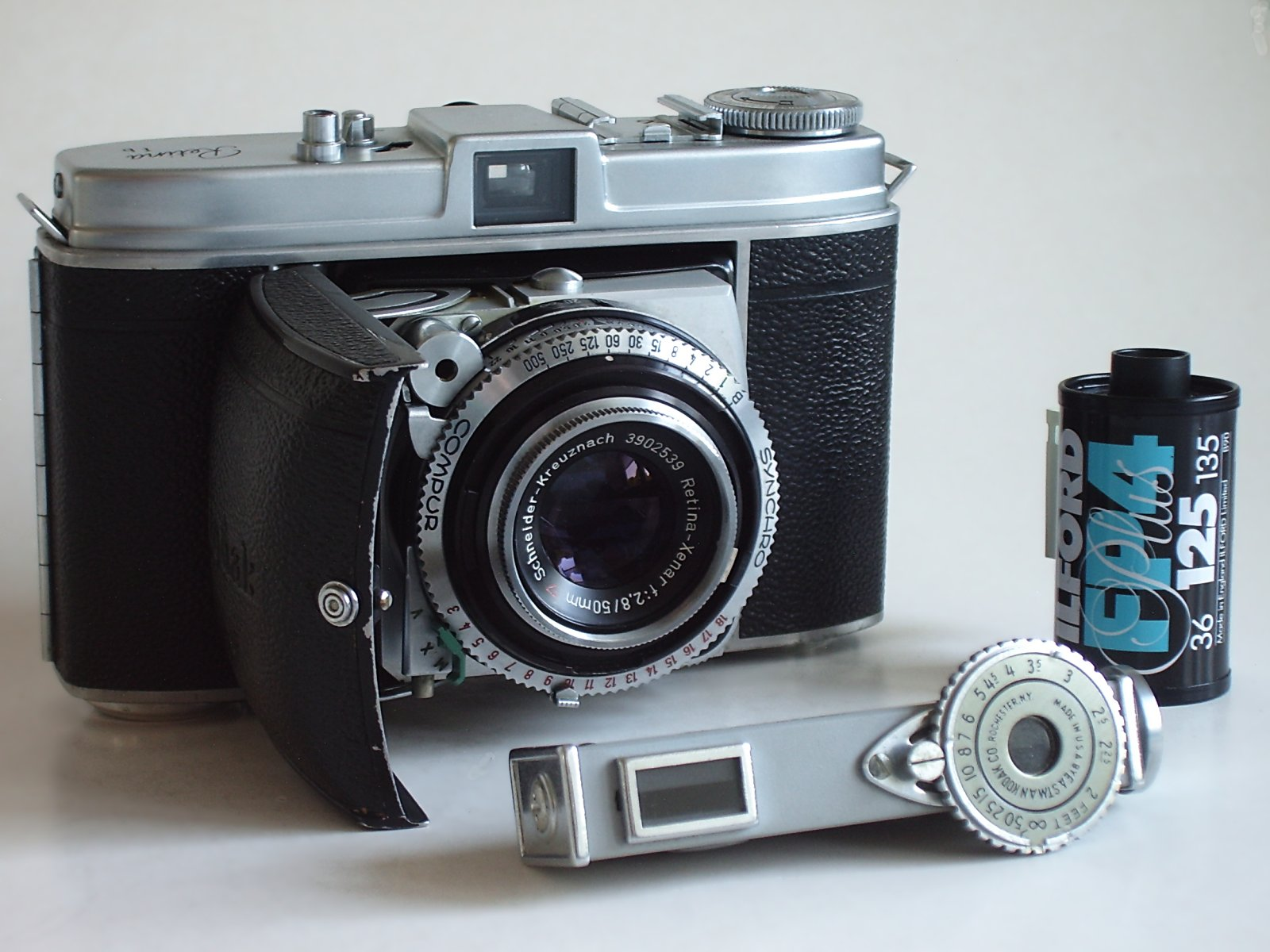
Фотоаппарат Kodak Retina 1b. Производился компаний Kodak AG — бывшей Nagel.

Компания Kodak в разные годы приобретала компании:
- American Camera, Массачусетс. Поглощена Kodak в 1898 году и переведена в Рочестер.
- Boston Camera Manufacturing Company. В 1890 году Boston Camera Co была поглощена компанией Blair Camera Co. В 1899 году Blair Camera была поглощена Kodak.
- Rochester Optical Co. С 1899 года Rochester Camera and Supply Co. — производитель объективов и фотоаппаратов. Поглощена Kodak в 1903 году.
- Graflex, США. С 1907 года по 1926 год компания была подразделением Eastman Kodak.
- Century Camera Co., Рочестер, США. С 1908 года по 1920 год компания была подразделением Eastman Kodak.
- Nagel, Штутгарт, Германия. Поглощена Kodak в 1931 году. На основе Nagel была создана Kodak AG[24].
- Fotografiska AB, Гётеборг, Швеция — шведский дистрибьютер Kodak. В 1966 году продана Kodak Виктором Хассельблад.
- ENCAD, Inc., Сан-Диего, США — производитель широкоформатных струйных принтеров. Поглощена Kodak 15 ноября 2001 года.
- Ofoto, Inc[англ.], Калифорния, США — онлайн фотосервис. Поглощена Kodak в 2001 году.
- Laser-Pacific Media Corporation, Калифорния, США — постпроизводственный сервис для киностудий (производство DVD и т. д.).
- Scitex Digital Printing, США — производитель высокоскоростных струйных принтеров. Поглощена Kodak в 2003 году.
- Applied Science Fiction Technologies, Остин, США — разработчик технологии сканирования фотоплёнки Digital ICE. Поглощена Kodak в 2003 году.
- Imaging business of National Semiconductor Corp., Санта Клара, США — производитель сенсоров для матриц цифровых фотоаппаратов. Поглощена Kodak в 2004 году.
- Chinon Industries, Япония. В 2004 году поглощена Kodak Japan[25].
- Creo Inc.[англ.], Канада. Поглощена Kodak в 2005 году[26].

## Kodak Alaris
Kodak Alaris — британская компания, созданная в 2013 году в ходе реорганизации Eastman Kodak. Является частной компанией, принадлежавшей британскому пенсионному плану компании «Кодак» (UK Kodak Pension Plan), а с 2020 года — Фонду защиты пенсий Великобритании (Pension Protection Fund, государственный фонд поддержки членов обанкротившихся пенсионных планов).
Основными направлениями деятельности являются производство и продажа цифровых и плёночных фотоаппаратов, фотоплёнки, сканеров, работа 100 тыс. фотолабораторий и сервисных центров в 30 странах мира. Выручка за 2021 год составила 446 млн долларов, чистый убыток — 39 млн долларов.

## Продукция

### Гражданского назначения
Компания производит (производила):

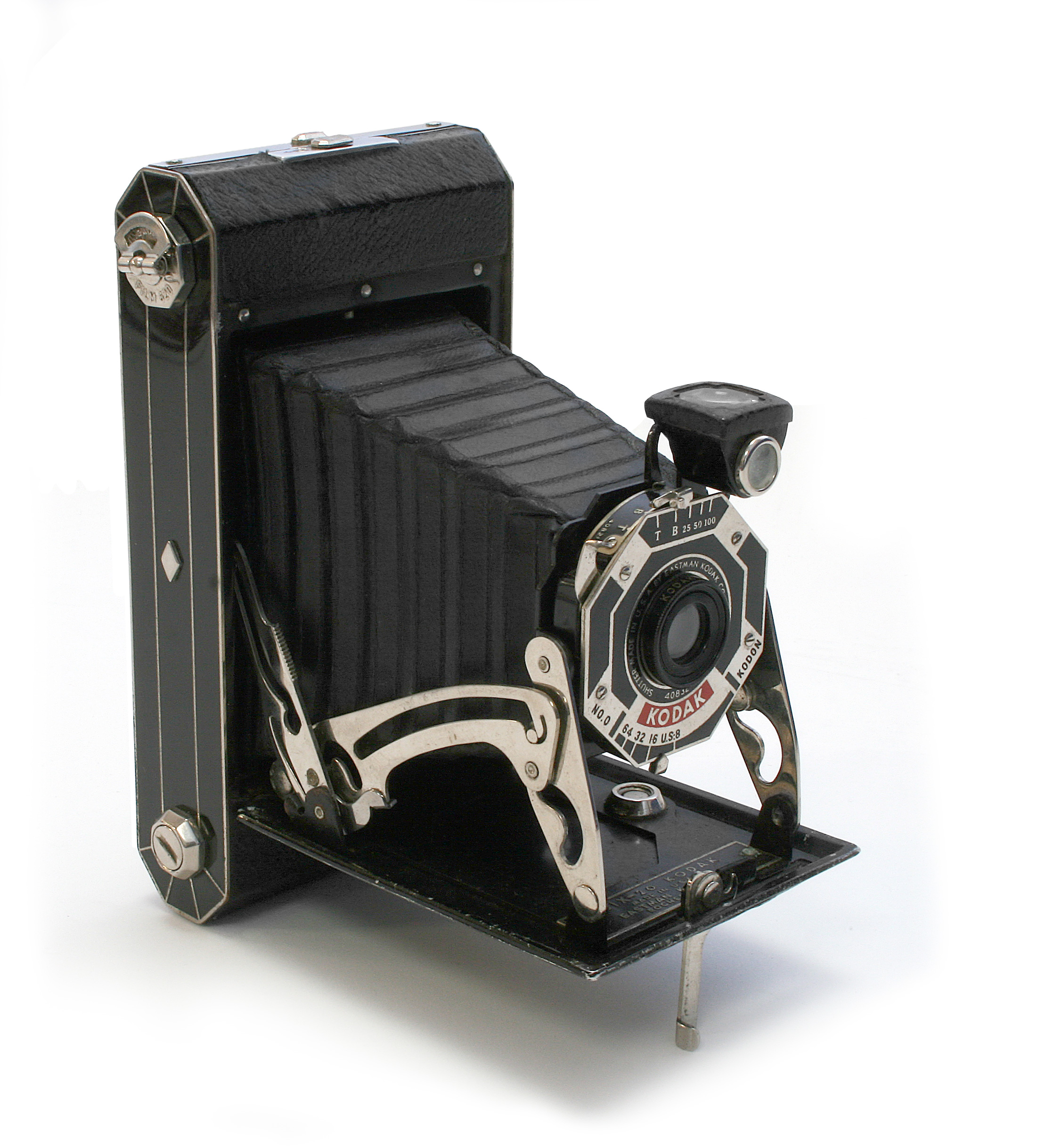
Kodak Six-20. 1930-е. Плёнка типа 620.

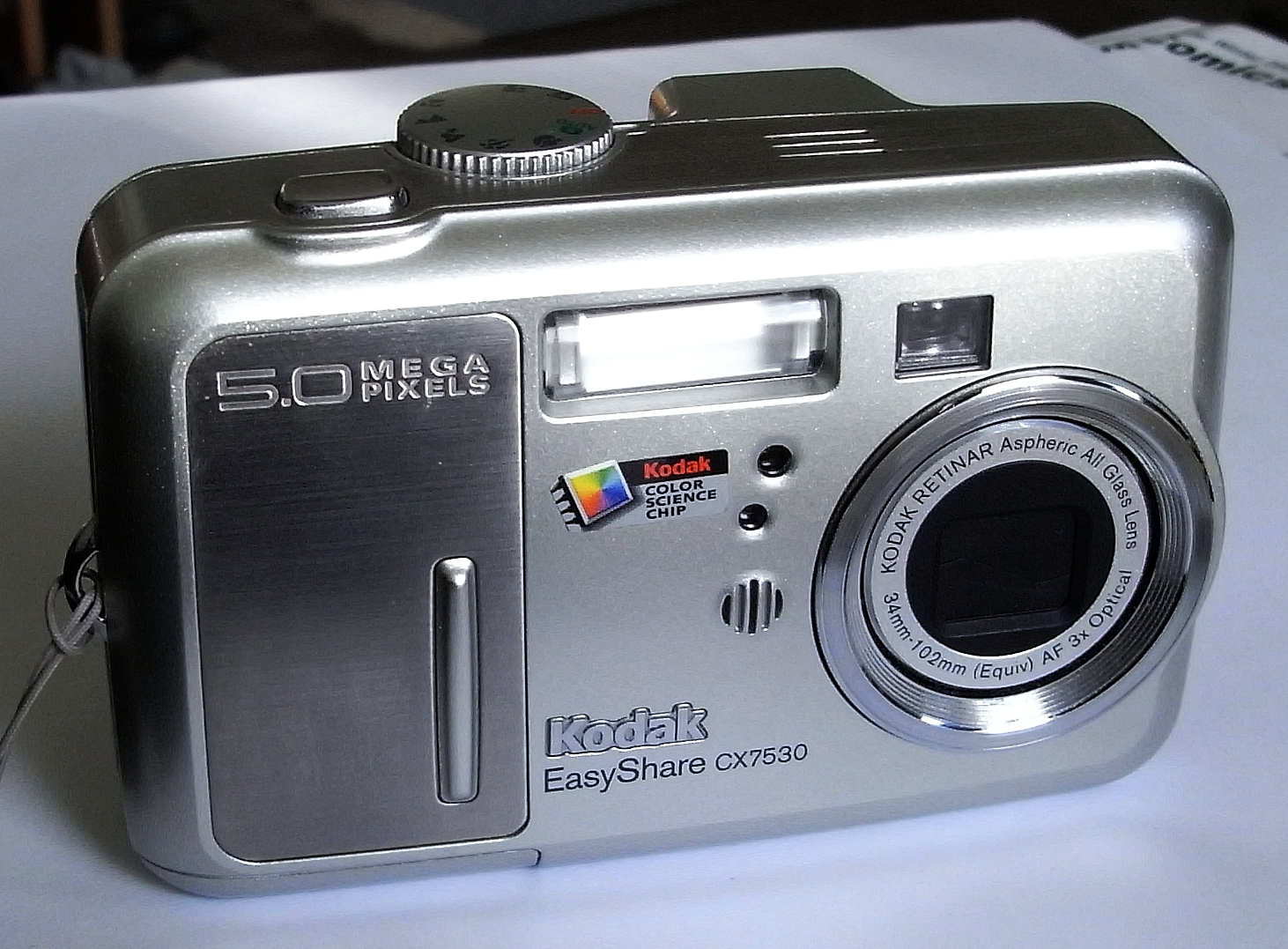
EasyShare CX7530

- Фото- и киноплёнку для любителей и профессионалов.
- Фотобумагу. В 2005 году компания объявила о прекращении производства чёрно-белой фотобумаги[28].
- Плёночные фотоаппараты. В 2004 году компания прекратила маркетинг плёночных фотоаппаратов в США, Канаде и Западной Европе. В конце 2005 года было прекращено производство фотоаппаратов APS. В 2005—2006 годах лицензия на производство плёночных фотоаппаратов была передана компании Vivitar. С 2007 года лицензия на производство плёночных фотоаппаратов не выдаётся. Компания продолжает выпуск плёнки различных малораспространённых форматов.
- Объективы. До 1914 года компания Eastman Kodak на свои фотоаппараты устанавливала простейшие менисковые линзы или объективы сторонних производителей, например Rapid Rectilinear компании Bausch & Lomb. Eastman Kodak выпускал объективы не только для фотоаппаратов, но и для проекторов, увеличителей, слайд-проекторов и т. д.
- Цифровые фоторамки производятся с конца 2000 года.
- Фотоаппараты для моментальной фотографии. Kodak производила фотоматериалы одноступенного процесса по лицензии компании Polaroid с 1963 до 1969 года. В 1976 году Kodak начал выпуск таких фотоматериалов собственной разработки, в результате чего Polaroid инициировала судебный процесс о нарушении 12 патентов. Разбирательство, длившееся 10 лет, завершилось 9 января 1986 года победой Polaroid, которому проигравшей стороной выплачена компенсация в размере 925 миллионов долларов[29]. Производство фотоаппаратов и моментальных комплектов Kodak было прекращено.
- Цифровые фотоаппараты. Многие ранние цифровые фотоаппараты для Kodak разрабатывала и производила японская компания Chinon Industries.
- Матрицы для цифровых фотоаппаратов.
- Кино- и ТВ-шоу.
- Настольные струйные принтеры и картриджи для принтеров. В 1999 году создано совместное предприятие с компанией Lexmark.
- Промышленные системы струйной и электрографической печати.
- Устройства CTP и расходные материалы для них.
- Сканеры.
- Запасное зеркало космического телескопа «Хаббл».

### Военная и полицейская

#### Филиалы и подразделения
Ниже указано территориальное рассредоточение филиалов и структурных подразделений компании, которые были заняты в военной промышленности:
Кингспорт, Теннесси
- Holston Defense Corporation — взрывчатые материалы;

- Холстонский армейский завод боеприпасов

- Eastman Chemical Products, Inc. — фотореактивы;

Рочестер, Нью-Йорк
- Kodak Apparatus Division (KAD) — механические и электрические взрыватели, оптические и лазерные системы наведения, тепловизионные приборы, инфракрасные головки самонаведения;
- Industrial Engineering Division — взрыватели, предохранители (для ракетно-артиллерийского вооружения), разведывательная аппаратура для авиакосмической фото- и видеосъёмки, фотоплёнка военной конфигурации;
- Kodak Commercial & Government Systems Group (C&GS) — системы видеоконтроля и видеонаблюдения для государственных и муниципальных полицейских структур, частных охранных предприятий;

- Software Systems Division — программное обеспечение различных программно-аппаратных комплексов;

- Kodak Research Laboratories / Engineering Research Division — научно-исследовательские и опытно-конструкторские работы военной тематики.

#### Военная продукция

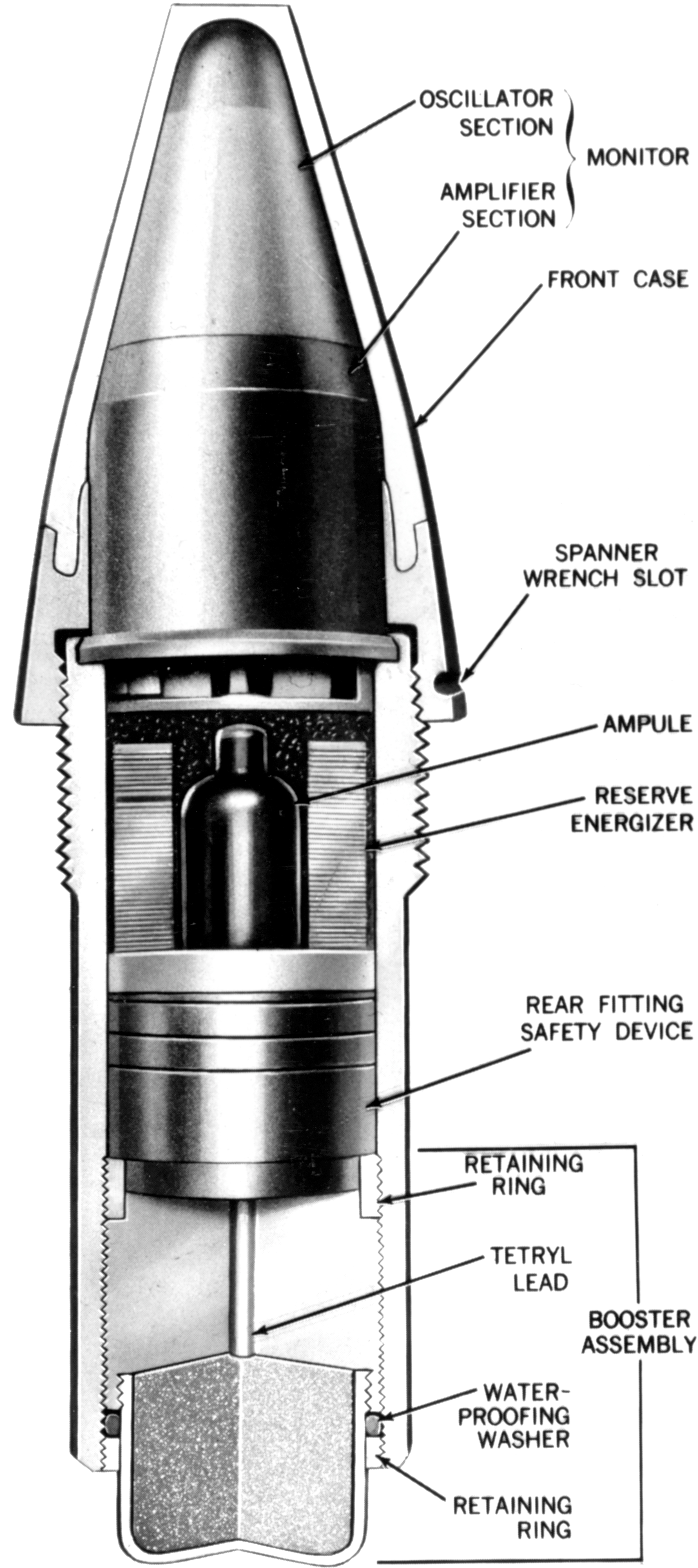
Дистанционный взрыватель для артиллерийских снарядов — основная номенклатура продукции военного назначения Kodak в годы Второй мировой войны

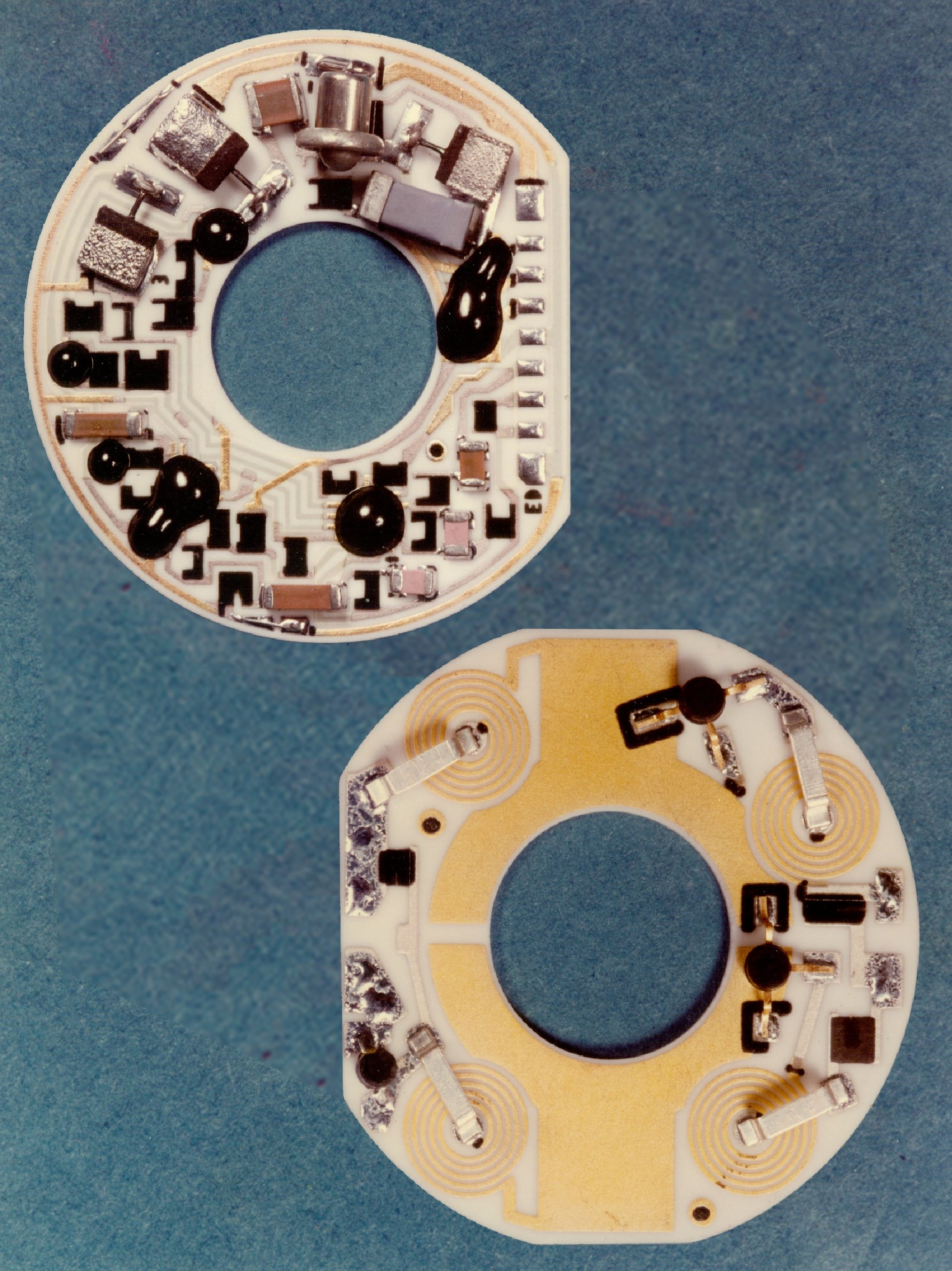
Детали взрывателя M734: слева вверху усилитель сигнала фирмы Motorola, справа внизу пьезоэлектрический преобразователь Kodak

Kodak имеет долгую традицию сотрудничества со структурами военно-промышленного комплекса США. Фактически, стремительное развитие бизнеса компании в начале 1900-х гг. обязано появлению и оптовой продаже фотоплёнки, специально разработанной для разведывательно-рекогносцировочных целей различным службам, родам войск и видам Вооружённых сил США — это было «ноу-хау» того времени, которое позволило компании нарастить капитал и занять свой сегмент в военной промышленности. В 1931 году, лабораторным подразделением компании была разработана плёнка инфракрасного диапазона, первая в своём роде, она позволяла вести фотосъёмку в любое время суток, без вспышки, которая являлась серьёзным демаскирующим фактором при проведении разведывательных мероприятий в условиях боевой обстановки.
В годы Второй мировой войны Kodak совместно с радиокорпорацией RCA занимались выпуском дистанционных взрывателей (англ. VT fuze) моделей T76, T80 и модификаций для снарядов гаубиц и другой артиллерии. В послевоенный период, на заре американской ракетной программы, компания выступала генеральным подрядчиком и техническим руководителем ряда проектов управляемого вооружения, таких как Dove, Meteor I, Meteor II. Большим подспорьем для развития Kodak стала начавшаяся Холодная война между США и блоком НАТО с одной стороны и СССР со странами соцлагеря с другой, что значительно увеличило прибыли компании за счёт крупных правительственных заказов. Наибольшую прибыль компании приносило производство взрывчатки и различных компонентов боеприпасов, чем занимался Холстонский армейский завод боеприпасов структурного филиала Kodak — Tennessee Eastman Corporation, на обслуживание которого на пике Вьетнамской войны в 1968—1970 гг. из федерального бюджета в кассу Kodak ежегодно выделялось от 30 до 60 млн долларов. На втором месте после взрывчатки находилось производство разведывательной оптико-электронной аппаратуры, фото- и видеоплёнки к ней (учитывая километраж плёнки и тоннаж фотореактивов, ежегодно потребляемых Вооружёнными силами США для разведывательных, рекогносцировочных и фотограмметрических целей, данная продукция обеспечивал компании до 10 млн долларов в год). Kodak выпускала фото- и видеоаппаратуру для ведения авиационной разведки, а затем, по мере развития американской ракетно-космической техники с одной стороны и советских средств противовоздушной обороны с другой, воздушно-космической разведки территорий Советского Союза и соцстран из стратосферы и с околоземной орбиты, — разработкой оптико-электронного оборудования для этих целей занималась Рочестерская оптическая лаборатория Kodak. В 1954 г. в лабораториях Kodak была завершена разработка неконтактного взрывателя для боевых частей американских ракет (в данной программе НИОКР, участвовали опытно-конструкторские лаборатории Kodak и часовой компании Bulova, последняя отвечала за механические контактные взрыватели). Выпуск взрывателей для оснащения ими боеприпасов для армии и флота ежегодно приносил около 5 млн долларов (объёмы продаж компании в государственном клиентском секторе падали весьма существенно, во много раз, в период снижения интенсивности американского военного вмешательства в третьем мире). По состоянию на 1964 год, компания была признана командованием ВМС США единственным сертифицированным подрядчиком с подготовленным и высококвалифицированным персоналом, имеющим возможность производства дистанционных и инфракрасных взрывателей (IR fuze) для вооружений флота в промышленных количествах (разумеется, неконтактные взрыватели выпускались и другими компаниями, но не в таких объёмах как это позволяли возможности Kodak). Кроме того, подразделения Kodak были пионерами в разработке тепловых головок самонаведения ракет. Были разработаны ИКГСН для беспилотных перехватчиков Bomarc и УРВВ Sidewinder.
После ареста сотрудниками ФБР инженера компании Kodak Альфреда Слака 15 июня 1950 г., выяснилось, что в совершенно секретных лабораториях Kodak трудилась целая сеть агентов советской военно-технической разведки под руководством резидента — Г. Б. Овакимяна, залегендированного под работника «Амторга». В течение многолетней утечки секретной информации, среди прочего, советским разведорганам удалось добыть технологию Kodachrome и ряд других военных тайн.

#### Полицейская и охранная техника
Kodak освоила сегмент изготовления видеоаппаратуры наблюдения, предназначавшейся для фиксации случаев нарушения охраняемого периметра стратегических объектов, которая в дальнейшем, по мере расширения рынка, поступила в продажу для коммерческих структур, занятых в сфере частной охранной деятельности, наибольшей популярностью в этом сегменте рынка пользовались видеокамеры серии Monitor и Analyst. На уровне федеральных и муниципальных полицейских структур, массово закупалась различная фототехника для негласного наблюдения и фотофиксации эпизодов противоправной деятельности, а также специальные химреактивы и аппаратура для экспертно-криминалистических и пожарно-технических (маршальских) служб, способные наглядно выделять визуально неразличимые следы крови, следы умышленного поджога и т. п. В интересах расширения продаж, Kodak предлагала вообще исключить такую специальность как «фотограф-криминалист» из перечня специальностей локальных полицейских департаментов, под предлогом того, что прибывшие для осмотра места происшествия сотрудники полицейского наряда лучше представляют себе, что и как именно требуется фотографировать (что предполагало заказы на оснащение фототехникой Kodak вообще всех дежурных нарядов и следственно-оперативных групп, а не только одного фотографа).

## Критика

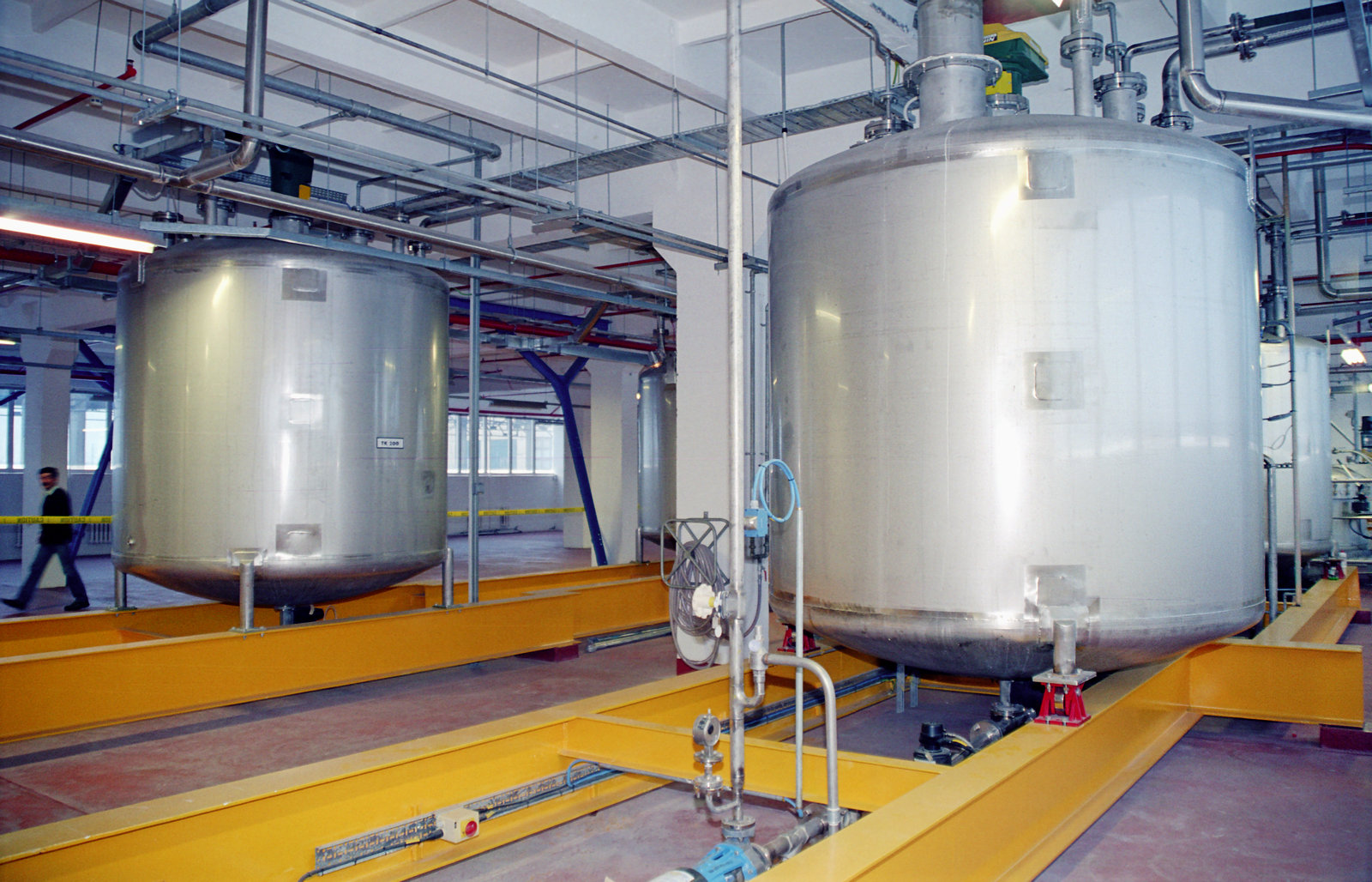
Химическое производство компании «Кодак» в Переславле

Eastman Kodak считается одним из крупнейших загрязнителей окружающей среды в США. В 2008 году Kodak в штате Нью-Йорк занимал первое место среди корпораций по объёмам выбросов в атмосферу и воду.
Институт исследований политики и экономики (Political Economy Research Institute) Университета Массачусетса в 2002 году поставил компанию на пятое место в США в списке Toxic 100.
В 2012 году компания признала, что держала под своей штаб-квартирой в Рочестере ядерный реактор с 1,5 кг высокообогащённого урана.

## Известные сотрудники
- Кёртисс, Гленн Хаммонд
- Росс, Фрэнк Элмор — 1915 год